# Elymnias agina
Elymnias agina är en fjärilsart som beskrevs av Hans Fruhstorfer 1901. Elymnias agina ingår i släktet Elymnias och familjen praktfjärilar. Inga underarter finns listade i Catalogue of Life.